# John Franklin Alexander Strong
John Franklin Alexander Strong (Nuovo Brunswick, 15 ottobre 1856 – Seattle, 27 luglio 1929) è stato un giornalista e politico statunitense, nato nel Nord America Britannico e il secondo governatore del Territorio dell'Alaska, in carica dal 1913 al 1918.

## Origini
John Franklin Alexander Strong nacque a Salmon Creek, una piccola comunità agricola nella contea di Queens, nel Nuovo Brunswick (Nord America Britannico), il 15 ottobre 1856, figlio di Adam Robert e Janet (Nicholl) Strong. Si diplomò alla New Brunswick Normal School nel 1874. Dopo il diploma, trascorse i successivi quattordici anni lavorando come insegnante e proprietario di un negozio in tutta la provincia. Il 31 dicembre 1879 sposò Elizabeth A. Aitkens di Fredericton, Nuovo Brunswick. Dal matrimonio nacquero tre figli: Jane, Elizabeth e Robert. Nel 1896 commise bigamia quando sposò Anna Hall di Tacoma, Washington.
Nel 1897 partecipò alla corsa all'oro del Klondike. Durante i suoi viaggi lavorò presso diversi giornali a Dawson City, Skagway (Alaska) e Nome (Alaska). Nel 1905 fondò The Nome Nugget. Lasciò l’Alaska nel 1906 per lavorare come redattore presso alcuni giornali a Tonopah, Nevada, e Greenwater, California. Tornò in Alaska l’anno seguente e fondò l’Herald a Katalla. Nel 1910 creò il Nugget a Iditarod, prima di diventare editore dell’Alaska Daily Empire di Juneau nel 1912.

## Governatorato
Il presidente Woodrow Wilson nominò Strong governatore del Territorio dell’Alaska il 17 aprile 1913. La nomina fu in linea con una promessa elettorale democratica del 1912 che prevedeva la nomina di residenti del territorio come governatori. Il nuovo governatore prestò giuramento il 21 maggio 1913.
Poco dopo il suo insediamento, Strong dovette affrontare una crisi finanziaria. I conservifici di salmone del territorio si rifiutarono di pagare la nuova tassa sul salmone in scatola, sostenendo fosse illegale. Poiché tale tassa rappresentava una delle principali fonti di reddito per il territorio, il rifiuto comprometteva seriamente la capacità del governatore di realizzare progetti di sviluppo. Il problema si protrasse anche dopo la fine del suo mandato.
Tra le leggi più importanti firmate da Strong si annoverano:
- la concessione della cittadinanza statunitense agli indigeni che rinunciavano alla vita tribale;
- l'introduzione dell'indennizzo per i lavoratori;
- la prima pensione di vecchiaia negli Stati Uniti;
- l'autorizzazione per un'università territoriale;
- la creazione di un Consiglio dell’Istruzione.

Nel 1917, inoltre, i cittadini del territorio approvarono un referendum sulla proibizione dell'alcol. Altre riforme significative durante il suo mandato furono:
- l’autorizzazione alla costruzione della ferrovia dell’Alaska (ottobre 1914);
- l’alleggerimento dei controlli federali sulla costruzione di strade e sull’estrazione del carbone;
- la creazione del Parco nazionale del Denali nel 1917.[2]

Il presidente Wilson decise di non riconfermare Strongper un secondo mandato, che terminò nell’aprile 1918. Secondo il senatore americano e storico dell’Alaska Ernest Gruening, la mancata riconferma fu dovuta al fatto che Wilson ricevette informazioni secondo cui Strong, nato in Canada, non era mai stato naturalizzato cittadino degli stati Uniti.

## Anni successivi
Dopo aver lasciato la carica, Strong si stabilì a Seattle, Washington, e trascorse gli inverni a Los Angeles. Nel 1922 iniziò un viaggio intorno al mondo. Trascorse un anno in India e tornò negli Stati Uniti nel 1924. Morì il 27 luglio 1929 a Seattle, in seguito a un infarto.